# Universidad Nacional de La Pampa
La Universidad Nacional de La Pampa (UNLPam) es una universidad pública argentina con sede central en la ciudad de Santa Rosa, en la provincia de La Pampa, Argentina.
Fue fundada como Universidad Provincial por ley 1644/58 del 4 de septiembre de 1958, y el 12 de abril de 1973, el presidente de facto Alejandro A. Lanusse rubricó el decreto ley n.° 20275 que la nacionalizó, como parte del mismo programa de ampliación de la educación que llevaría a la fundación de las del Comahue, Mar del Plata, Jujuy, Catamarca, Lomas de Zamora, Entre Ríos, Luján, Misiones, Salta, San Juan, San Luis y Santiago del Estero.
Forma alrededor de 10 000 alumnos de grado y cuenta con varios programas de investigación, especialmente en las áreas de biología y agronomía. Existen dos Unidades Ejecutores de doble afiiación, entre el Consejo Nacional de Investigaciones Científicas y Técnicas y la Universidad Nacional de La Pampa, el Instituto de Ciencias de la Tierra y Ambientales de La Pampa (INCITAP) y el Instituto de Estudios Históricos y Sociales de La Pampa (IEHSOLP).

## Facultades y carreras
La oferta académica de la UNLPam se distribuye en 6 facultades y un colegio preuniversitario.
- Facultad de Agronomía
  - Ingeniería Agrónomica
  - Tecnicatura en Administración de Negocios Agropecuarios (título intermedio)
  - Licenciatura en Administración de Negocios Agropecuarios
  - Tecnicatura en Producción Vegetal Intensiva
  - Tecnicatura en Laboratorio Agropecuario
  - Tecnicatura en Gestión y Tecnología de Alimentos
    - Posgrados:
      - Maestría en producción agropecuaria en regiones semiáridas
      - Especialización en manejo integrado de plagas en cultivos extensivos
      - Maestría en Administración Agroalimentaria

- Facultad de Ciencias Económicas y Jurídicas
  - Abogacía
  - Escribanía
  - Procurador
  - Contador Público Nacional
  - Técnicatura Universitaria Administrativa Impositiva
  - Licenciatura en Administración con Orientación en Emprendedurismo
    - Posgrados:
      - Ciencias Penales
      - Gestión Empresaria
      - Administración y Control Público
      - Derechos Humanos
      - Magíster en Derecho Civil

- Facultad de Ciencias Exactas y Naturales
  - Enfermero Universitario
  - Licenciatura en Enfermería
  - Profesorado y Licenciatura en Matemática
  - Profesorado y Licenciatura en Física
  - Profesorado y Licenciatura en Química
  - Profesorado y Licenciatura en Ciencias Biológicas
  - Licenciatura en Geología
  - Profesorado Universitario en Computación
  - Técnico en hidrocarburos (Sede 25 de Mayo)
  - Ingeniería en Recursos Naturales y Medio Ambiente

- Facultad de Ciencias Humanas
  - Profesorado y Licenciatura en Geografía (en sedes Santa Rosa y General Pico)
  - Profesorado y Licenciatura en Historia
  - Profesorado y Licenciatura en Letras
  - Profesorado en Inglés
  - Licenciatura en Lengua y Literatura Inglesa
  - Profesorado y Licenciatura en Ciencias de la Educación
  - Profesorado en Educación Inicial
  - Profesorado en Educación Primaria
  - Licenciatura en Comunicación Social - Orientaciones: Comunicación, Educación y Tecnologías - Orientación en Comunicación Institucional
  - Licenciatura en Turismo
  - Colegio Preuniversitario
    - Colegio de la UNLPam

- Facultad de Ciencias Veterinarias
  - Ciencias Veterinarias (Sede General Pico)

- Facultad de Ingeniería (Sede General Pico)
  - Ingeniería en Sistemas
  - Analista Programador
  - Ingeniería Electromecánica / con Orientación en Automatización Industrial
  - Ingeniería Industrial
  - Ingeniería en Computación

## Medios
Los concursos regulares en el ámbito de la UNLPam se sustancian a través del Consejo Superior, según los alcances del artículo 89° de su Estatuto ( "k) nombrar, a propuesta de las respectivas Facultades, los jurados para la designación de profesores; l) designar, a propuesta de las Facultades, el personal docente regular de las distintas categorías; l bis) reglamentar la forma en que las Facultades pueden designar personal docente interino y docentes autorizados; m) aprobar las reglamentaciones que propongan las Facultades para la provisión de sus cátedras y para la provisión de los cargos no docentes en todo el ámbito de la Universidad”;)
Los llamados responden al Plan de Desarrollo Institucional 2011-2015 de la Universidad Nacional de la Pampa que establece como objetivo principal «Mejorar la Calidad de la Educación Universitaria, proponiendo continuar con la realización de concursos docentes como un aspecto importante de una política de mejoramiento de la calidad de la enseñanza, de la investigación y de la extensión».
El Reglamento de Concursos de Profesores y Docentes Auxiliares Regulares de la Universidad Nacional de La Pampa, figura en la Res. 15/12 del Consejo Superior, que ordena la normativa de años anteriores (Res. 248/2009; 323/2011; 324/2011).
Para garantizar la más amplia participación, la Universidad difunde los llamados en diarios locales, diarios nacionales y en el Boletín Oficial de la República Argentina.